# 溫莎 (康乃狄克州)
溫莎（英語：Windsor）是一個位於美国康乃狄克州哈特福縣的城鎮。

## 地理
溫莎的座標為41°51′10″N 72°38′35″W / 41.85278°N 72.64306°W，而該地的平均海拔高度為17米（即55英尺）。

## 人口
根據2010年美國人口普查的數據，溫莎的面積為80.20平方千米，當中陸地面積為76.40平方千米，而水域面積為3.80平方千米。當地共有人口29,044人，而人口密度為每平方千米362人。